# 2004年夏季奥林匹克运动会叙利亚代表团
2004年夏季奥林匹克运动会叙利亚代表团的IOC代码为SYR，在2004年夏季奥林匹克运动会上共获得1块铜牌。

## 奖牌榜

### 金牌
无

### 银牌
无

### 铜牌
- 纳赛尔·沙米：拳击91公斤级